# Трилобозои
Трилобозо́и (лат. Trilobozoa) — клада радиально-симметричных животных с трёхлучевой симметрией, живших в эдиакарском и, возможно, раннем кембрийском периодах.

## Систематика
Таксон выделен в 1985 году М. А. Федонкиным как тип царства животных. В 2002 году Иванцов и Федонкин разместили трилобозоев среди стрекающих, опуская ранг клады до подтипа.
Существует также взгляд, согласно которому трилобозои помещаются в качестве полноправного типа в базальное положение царства животных.

## Описание
Трилобозои — крайне малочисленная группа, в которую входят от 5 до 15 известных на сегодняшний день вымерших видов, из которых наиболее известны трибрахидиум, альбумарес, анфеста, скиннера и трифориллония. Их главной отличительной чертой является трёхлучевая симметрия тела, не характерная ни для одного современного животного. Ничего конкретного и даже более-менее достоверного о строении и жизни этих животных сказать нельзя: если они относились к радиальным или даже входили в состав стрекающих, то это были двухслойные животные с прозрачным, студенистым телом, лишённым скелета. Но не исключено и то, что трилобозои были устроены иначе — например, так же, как иглокожие, с которыми они могли иметь родственные связи, или даже совершенно по-особенному, значительно отличаясь от всех более поздних групп организмов, живших на нашей планете.
Отмечалось некоторое сходство трилобозоев с Dendrogramma enigmatica, найденными в Тасмановом море на глубинах от 400 до 1000 метров, однако позже было обнаружено, что эти организмы представляют собой не целых особей, а лишь фрагменты (вероятно, кроющие пластинки) сифонофор из семейства Rhodaliidae.

## Классификация
В состав трилобозоев включают следующие вымершие семейства и роды:
- ? Род Rugoconites — Ругоконитесы[источник не указан 1893 дня]
- Семейство Albumaresidae — Альбумаресиды[источник не указан 1893 дня]
  - Род Albumares — Альбумаресы
  - Род Anfesta — Анфесты
  - Род Skinnera — Скиннеры[источник не указан 1893 дня]
- Семейство Tribrachididae — Трибрахидиды[источник не указан 1893 дня]
  - Род Tribrachidium — Трибрахидиумы
  - Род Triforillonia — Трифориллонии[источник не указан 1893 дня]
- Семейство Anabaritidae — Анабаритиды[источник не указан 1893 дня]
  - Род Anabarites — Анабаритесы[источник не указан 1893 дня]

### Альтернативная классификация
Erwin с коллегами в своей работе 2011 года включил в состав клады всего 5 вымерших родов:
- Род Albumares Fedonkin, 1976 — Альбумаресы
- Род Anfesta Fedonkin, 1984 — Анфесты
- Род Pomoria
- Род Skinnera
- Род Tribrachidium Glaessner, 1959 — Трибрахидиумы